# God Gave Rock 'n' Roll to You II
Singles de Kiss
Rise to It
(1990) Unholy
(1992)
Pistes de Revenge
Spit
(4) Domino
(6)
God Gave Rock 'n' Roll to You II est une chanson du groupe de Hard rock américain Kiss. D'abord publiée en single en 1991, parue ensuite sur la bande son du film Les Aventures de Bill et Ted, elle  a, plus tard, été intégrée à l'album Revenge sorti en 1992.
Le titre est une reprise d'un morceau interprété par le groupe Argent et paru sur l'album In Deep en 1973. Les crédits sont attribués à Russ Ballard, Paul Stanley, Gene Simmons et Bob Ezrin.
Cette chanson est la dernière du groupe avec Eric Carr à la batterie avant sa mort en 1991. Bien qu'il fût trop malade pour jouer de la batterie sur la piste, il s'occupa des chœurs pendant la pause a cappella, chantant la ligne « …to everyone, he gave his song to be sung », et de la batterie sur le clip vidéo.
Celle-ci a été tournée à Los Angeles (Californie) en juillet 1991 et réalisée par Mark Rezyka. Le clip présente le groupe jouant dans une pièce avec les flashback de Stanley et Simmons à l'époque de l'apogée de Kiss où les membres du groupe étaient maquillés. Durant les années maquillage de Kiss, il n'y avait aucune vidéos proéminente avec Eric Carr, même s'il faisait partie du groupe à cette époque. VH1 Classic a diffusé la vidéo Kissology Volume Two: 1978-1991, Gene Simmons déclara « It's not just a cover song for a soundtrack, but a testament to Eric Carr, and I think a lot of people don't realize that. » (Ce n'est pas simplement une reprise pour une BO, mais un testament à Eric Carr, et je pense que beaucoup de personnes ne réalisent pas.).
La chanson s'est classée à la 18e position en Australie, 9e en Allemagne, 24e en Suède, 4e en Suisse, 21e au Mainstream Rock Tracks chart et 4e au Royaume-Uni.
Le single représente la première fois où Paul Stanley et Gene Simmons chantent ensemble sur un morceau depuis "I", single paru en 1981 sur l'album Music from "The Elder".

## Composition du groupe
- Paul Stanley – guitare rythmique, chants
- Gene Simmons – basse, chants
- Bruce Kulick – guitare solo
- Eric Carr – chœurs
- Eric Singer – batterie

## Liste des titres
| A1. | God Gave Rock 'n' Roll to You II (edit)      | Paul Stanley, Gene Simmons, Bob Ezrin, Russ Ballard | 3:53 |
| A2. | Junior's Gone Wild (interprété par King's X) | Ty Tabor, Jerry Gaskill, Doug Pinnick               | 3:08 |
| B.  | Shout It Out (interprété par Slaughter)      | Mark Slaughter, Dana Strum                          | 4:19 |

## Format
| Année | Pays        | Format     | Catalogue             | Label                             |
| ----- | ----------- | ---------- | --------------------- | --------------------------------- |
| 1991  | Allemagne   | CD (maxi)  | A 8696CD 7567-96275-2 | Intersccope EastWest Records GmbH |
| 1991  | Europe      | Vinyle 7"  | 7567-98696-7          | Interscope                        |
| 1991  | Allemagne   | Vinyle 12" | 7567-96275-0          | Intersccope EastWest Records GmbH |
| 1991  | Royaume-Uni | CD (maxi)  | A8696CD               | Intersccope                       |
| 1991  | États-Unis  | CD (promo) | PRCD 4076-2           | Intersccope                       |
| 1992  | France      | CD (maxi)  | 4252                  | Mercury                           |